# PDP-10

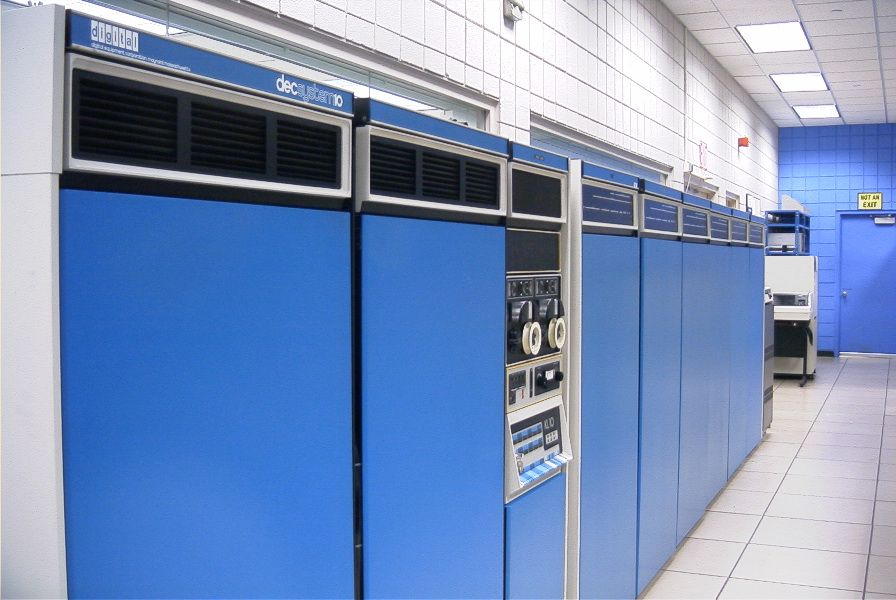
CPU KL10-DA 1090 i 6 mòduls de memòria.

El PDP-10 va ser un ordinador central fabricat per Digital Equipment Corporation (DEC) des de finals dels 1960. El nom ve de Programmed Data Processor model 10 («Processador de Dades Programats Model 10»). És la màquina que va fer temps compartit comú. Ocupa un lloc preponderant en el folklore dels furoners a causa de la seva adopció en la dècada del 1970 per molts instal·lacions de computació universitàries i laboratoris de recerca, els més notables dels quals van ser l'AI Lab del MIT i el Projecte MAC, SAIL a Stanford, Computer Center Corporation (CCC) i la Universitat Carnegie Mellon.
L'arquitectura del PDP-10 era una versió gairebé idèntica de l'anterior PDP-6, compartint la mateixa paraula de 36 bits de longitud i estenent lleugerament el conjunt d'instruccions (però amb implementació de maquinari millorat). Alguns aspectes del conjunt d'instruccions són únics, especialment les «instruccions» de byte, que van operar en camps de bits de qualsevol mida des d'1 a 36 bits inclòs, segons la definició més general d'un byte com una seqüència contigua d'un nombre fix de bits.